# 2-я гвардейская механизированная бригада
2-я гвардейская механизированная , орденов Суворова и Кутузова  бригада — механизированная  бригада Красной армии в годы Великой Отечественной войны.
Сокращённое наименование — 2 гв.  мбр.

## Формирование и организация
2-я гвардейская механизированная бригада переформирована из 7-го гв. стрелкового полка 1-й гв. стрелковой дивизии на основании Приказа НКО № 00220 от 22.10.1942 г. и Директивы Зам. НКО № Орг/2/2510 от 24.10.1942 г.
19-й гв. танковый полк был сформирован из 6-й танковой бригады, а мотострелковые части - на базе 7-го гв. стрелкового полка.

## Боевой и численный состав
Бригада сформирована по штату № 010/551:
- Управление бригады
- 19-й гвардейский танковый полк
- 1-й мотострелковый батальон
- 2-й мотострелковый батальон
- 3-й мотострелковый батальон
- Разведывательная рота
- Зенитный артиллерийский дивизион
- Противотанковый артиллерийский дивизион
- Санитарный взвод

Директивой НКО № 1125236 от 21.03.1943 переведена на штаты №№ 010/420 - 010/431, 010/451, 010/465:
- Управление бригады (штат № 010/420)
- 1-й мотострелковый батальон (штат № 010/421)
- 2-й мотострелковый батальон (штат № 010/421)
- 3-й мотострелковый батальон (штат № 010/421) Минометный батальон (штат № 010/422)
- Артиллерийский дивизион (штат № 010/423) Рота ПТР (штат № 010/424)
- Рота автоматчиков (штат № 010/425)
- Разведывательная рота (штат № 010/426)
- Рота управления (штат № 010/427)
- Рота техобеспечения (штат № 010/428)
- Инженерно-минная рота (штат № 010/429)
- Автомобильная рота (штат № 010/430)
- Медико-санитарный взвод (штат № 010/431)
- Зенитно-пулеметная рота (штат № 010/451)
- 19-й гвардейский танковый полк (штат № 010/465)

## Подчинение
Периоды вхождения в состав Действующей армии:
- с 06.11.1942 по 09.04.1944 года.
- с 29.12.1944 по 09.05.1945 года.

| Дата            | Фронт (округ)             | Армия                 | Корпус                                  | Дивизия | Бригада | Примечания |
| --------------- | ------------------------- | --------------------- | --------------------------------------- | ------- | ------- | ---------- |
| 01.11.1942 года | Приволжский военный округ |                       | 1-й гвардейский механизированный корпус |         |         |            |
| 01.12.1942 года | Юго-Западный фронт        | 1-я гвардейская армия | 1-й гвардейский механизированный корпус |         |         |            |
| 01.01.1943 года | Юго-Западный фронт        | 3-я гвардейская армия | 1-й гвардейский механизированный корпус |         |         |            |
| 01.02.1943 года | Юго-Западный фронт        | 3-я гвардейская армия | 1-й гвардейский механизированный корпус |         |         |            |
| 01.03.1943 года | Юго-Западный фронт        | 1-я гвардейская армия | 1-й гвардейский механизированный корпус |         |         |            |
| 01.04.1943 года | Юго-Западный фронт        |                       | 1-й гвардейский механизированный корпус |         |         |            |
| 01.05.1943 года | Юго-Западный фронт        |                       | 1-й гвардейский механизированный корпус |         |         |            |
| 01.06.1943 года | Юго-Западный фронт        |                       | 1-й гвардейский механизированный корпус |         |         |            |
| 01.07.1943 года | Юго-Западный фронт        |                       | 1-й гвардейский механизированный корпус |         |         |            |
| 01.08.1943 года | Юго-Западный фронт        |                       | 1-й гвардейский механизированный корпус |         |         |            |
| 01.09.1943 года | Юго-Западный фронт        |                       | 1-й гвардейский механизированный корпус |         |         |            |
| 01.10.1943 года | Юго-Западный фронт        |                       | 1-й гвардейский механизированный корпус |         |         |            |
| 01.11.1943 года | 2-й Украинский фронт      |                       | 1-й гвардейский механизированный корпус |         |         |            |
| 01.12.1943 года | РВГК                      |                       | 1-й гвардейский механизированный корпус |         |         |            |
| 01.01.1944 года | РВГК                      |                       | 1-й гвардейский механизированный корпус |         |         |            |
| 01.02.1944 года | РВГК                      |                       | 1-й гвардейский механизированный корпус |         |         |            |
| 01.03.1944 года | РВГК                      |                       | 1-й гвардейский механизированный корпус |         |         |            |
| 01.04.1944 года | РВГК                      |                       | 1-й гвардейский механизированный корпус |         |         |            |
| 01.05.1944 года | Харьковский военный округ |                       | 1-й гвардейский механизированный корпус |         |         |            |
| 01.06.1944 года | РВГК                      |                       | 1-й гвардейский механизированный корпус |         |         |            |
| 01.07.1944 года | Харьковский военный округ |                       | 1-й гвардейский механизированный корпус |         |         |            |
| 01.08.1944 года | Харьковский военный округ |                       | 1-й гвардейский механизированный корпус |         |         |            |
| 01.09.1944 года | Харьковский военный округ |                       | 1-й гвардейский механизированный корпус |         |         |            |
| 01.10.1944 года | Харьковский военный округ |                       | 1-й гвардейский механизированный корпус |         |         |            |
| 01.11.1944 года | Харьковский военный округ |                       | 1-й гвардейский механизированный корпус |         |         |            |
| 01.12.1944 года | Харьковский военный округ |                       | 1-й гвардейский механизированный корпус |         |         |            |
| 01.01.1945 года | 3-й Украинский фронт      |                       | 1-й гвардейский механизированный корпус |         |         |            |
| 01.02.1945 года | 3-й Украинский фронт      |                       | 1-й гвардейский механизированный корпус |         |         |            |
| 01.03.1945 года | 3-й Украинский фронт      |                       | 1-й гвардейский механизированный корпус |         |         |            |
| 01.04.1945 года | 3-й Украинский фронт      |                       | 1-й гвардейский механизированный корпус |         |         |            |
| 01.09.1945 года | 3-й Украинский фронт      |                       | 1-й гвардейский механизированный корпус |         |         |            |

## Командиры

### Командиры бригады
- Худяков Александр Тимофеевич, подполковник (21.03.1945 тяжело ранен) 06.11.1942 - 00.02.1945 года.[1]
- Старков Максим Павлович, подполковник, 00.08.1943 - 00.05.1944 года.[2]
- Иванов Сергей Алексеевич, врид. подполковник, 00.03.1945 - 03.05.1945 года.[3]
- Стародубцев Сергей Васильевич, полковник, 00.02.1945 - 10.06.1945 года.[4]

### Начальники штаба бригады
- Богданов Трофим Артемьевич, майор, 05.11.1942 - 27.12.1942 года.[5]
- Иванов Сергей Алексеевич, подполковник, 27.12.1942 - 10.06.1945 года.

## Отличившиеся воины
| Награда | Ф. И.О                          | Должность                                                                              | Звание                    | Дата награждения | Примечания |
| ------- | ------------------------------- | -------------------------------------------------------------------------------------- | ------------------------- | ---------------- | ---------- |
|         | Борисов, Николай Денисович      | автоматчик автоматного взвода разведроты 2-й гвардейской механизированной бригады      | гвардии красноармеец      | 29.06.1945       |            |
|         | Кульнев, Андрей Митрофанович    | командир взвода бронетранспортёров разведроты 2-й гвардейской механизированной бригады | гвардии старший сержант   | 29.06.1945       |            |
|         | Минин, Фёдор Иванович           | командир бронетранспортёра 2-й гвардейской механизированной бригады                    | гвардии старшина          | 29.06.1945       |            |
|         | Москальчук, Григорий Мартынович | командир бронетранспортёра 2-й гвардейской механизированной бригады                    | гвардии старшина          | 29.06.1945       |            |
|         | Степашов, Иван Сергеевич        | парторг 1-го мотострелкового батальона 2-й гвардейской механизированной бригады        | гвардии старший лейтенант | 22.02.1944       | Посмертно  |

Фокин Григорий Николаевич Герой Советского Союза гв.подполковник командир 19 гв.танкового полка.2 гв.мбр.

## Награды и наименования
| Награда, наименование         | Документ о награждении                                                     | За что получена |
| ----------------------------- | -------------------------------------------------------------------------- | --- |
| Почётное звание «Гвардейская» | присвоено приказом НКО СССР                                                | |
| Орден Суворова II степени     | награждена указом Президиума Верховного Совета СССР от 17 мая 1945 года    | За образцовое выполнение заданий командования в боях с немецкими захватчиками при овладении городом Вена и проявленные при этом доблесть и мужеств.                       |
| Орден Кутузова II степени     | награждена указом Президиума Верховного Совета СССР от 26 апреля 1945 года | За образцовое выполнение заданий командования в боях с немецкими захватчиками при овладении городами Сомбатель, Капувар, Кесег и проявленные при этом доблесть и мужество |